# João X de Constantinopla
João X de Constantinopla, nascido João Camatero (em grego:  Ἰωάννης Καματηρός), foi o patriarca grego ortodoxo de Constantinopla entre 5 de agosto de 1198 e abril (ou maio) de 1206.

## Vida e obras
João era um membro da família Camatero, da qual também pertencia a imperatriz Eufrósine Ducena Camaterina, esposa de Aleixo III Ângelo (r. 1195–1203). Um homem bem educado, versado em literatura clássica, retórica e filosofia, ele ocupou uma série postos eclesiásticos até alcançar a posição de cartofílax, que ele manteve até a sua elevação ao trono patriarcal.
Entre 1198 e 1200, ele trocou correspondências com o papa Inocêncio III sobre o tema da supremacia papal e da cláusula Filioque. O mais importante é que ele contestava a alegação de primazia de Roma, que se baseava em São Pedro, e afirmava que, na realidade, esta primazia vinha do fato de Roma ter sido a antiga capital do Império Romano. Ele interveio nos distúrbios em Constantinopla por conta da prisão do banqueiro Calomódio e conseguiu que ele fosse solto, mas, no golpe de João Comneno, o Gordo, em 31 de julho de 1200, ele se escondeu num armário quando os rebeldes tomaram Santa Sofia.
João permaneceu no cargo após a deposição de Aleixo III em julho de 1203 e, de acordo com as fontes ocidentais, tanto ele quanto Aleixo IV Ângelo, ameaçados pela Quarta Cruzada, reconheceram a primazia papal no mesmo ano. Após a captura de Constantinopla pelos cruzados em 1204, ele primeiro fugiu para Didimoteico na Trácia. Em 1206, Teodoro I Láscaris o chamou para a corte em Niceia, a capital recém-fundado Império de Niceia, um estado sucessor do finado Império Bizantino, mas João se recusou, talvez por conta de sua idade já avançada. Ele morreu em abril ou maior do mesmo ano.
Os cruzados então instalaram um patriarca latino em Constantinopla enquanto que Teodoro criou um novo patriarcado grego em Niceia, que seria eventualmente restaurado em Constantinopla juntamente com o Império Bizantino em 1261.